# Lighthouse (David Crosby)
Lighthouse è un album registrato in studio di David Crosby, pubblicato nel 2016.

## Descrizione
La chitarra che apre il disco è un marchio di fabbrica, e altrettanto la voce, appena segnata dall’età, anche se non quanto quella di altri artisti; comincia così Lighthouse, il miglior prodotto di Crosby da molti decenni, probabilmente il miglior disco solista dopo il luminoso esordio di If I Could Only Remember My Name. Ciò che  meraviglia è la sua uscita dopo soli due anni dal precedente Croz (seguito dell’incerto Thousand Roads di ben vent’anni prima) disco pieno di arrangiamenti lustri e complessi, forse troppo levigato e pulito; qui, al contrario, dominano le chitarre acustiche e le ampie tessiture vocali, caratteristiche che riportano ai tempi gloriosi di Guinnevere o Triad. Nel disco non appare nessun tipo di percussioni salvo un deciso strumming sulla chitarra in alcuni brani, come in Somebody Other Than You e, più marcatamente, in The City (un vero e proprio tributo a CS&N); in quest’ultimo brano appare, isolata, una vigorosa chitarra elettrica che disegna un assolo tanto improvviso quanto breve. Parte del merito dell’ottima riuscita di Lighthouse sembra da attribuire alla collaborazione con Michael League, leader degli Snarky Puppy, eclettica e premiata  band  di Brooklyn che propone un crossover di jazz, fusion e progressive rock. Per fortuna nessuno di questi ingredienti partecipa al progetto, ma evidentemente la presenza di Michael League è stata fondamentale per la sua riuscita; un ‘chapeau!’, quindi, al musicista per non aver interferito se non con iniezioni abbondanti di fiducia… Ultime parole per la copertina, forse un po' foto da calendario, ma che conferma ancora una volta la predilezione di Crosby per il mare e la navigazione, tema  presente in brani come The Lee Shore, Shadow Captain e molti altri e in alcune copertine come quella di CSN, dove il trio è ritratto a bordo di una barca a vela.

## Tracce
1. Things We Do for Love" – 4:15 (David Crosby, Michael League)
2. The Us Below" – 3:41 (David Crosby, Michael League, Marcus Eaton)
3. Drive Out to the Desert" – 4:13 (David Crosby)
4. Look in Their Eyes" – 4:37 (David Crosby, Michael League)
5. Somebody Other Than You" – 4:23 (David Crosby, Michael League)
6. The City" – 4:45 (David Crosby, Michael League)
7. Paint You a Picture" – 4:23 (David Crosby, Marc Cohn)
8. What Makes It So" – 4:00 (David Crosby)
9. By the Light of Common Day" – 6:14 (David Crosby, Becca Stevens)

## Formazione
David Crosby – voce, chitarra
Michael League – voce, chitarra, basso
Cory Henry – organo
Bill Laurance – pianoforte
Becca Stevens – voce
Michelle Willis – voce